# Lőpor

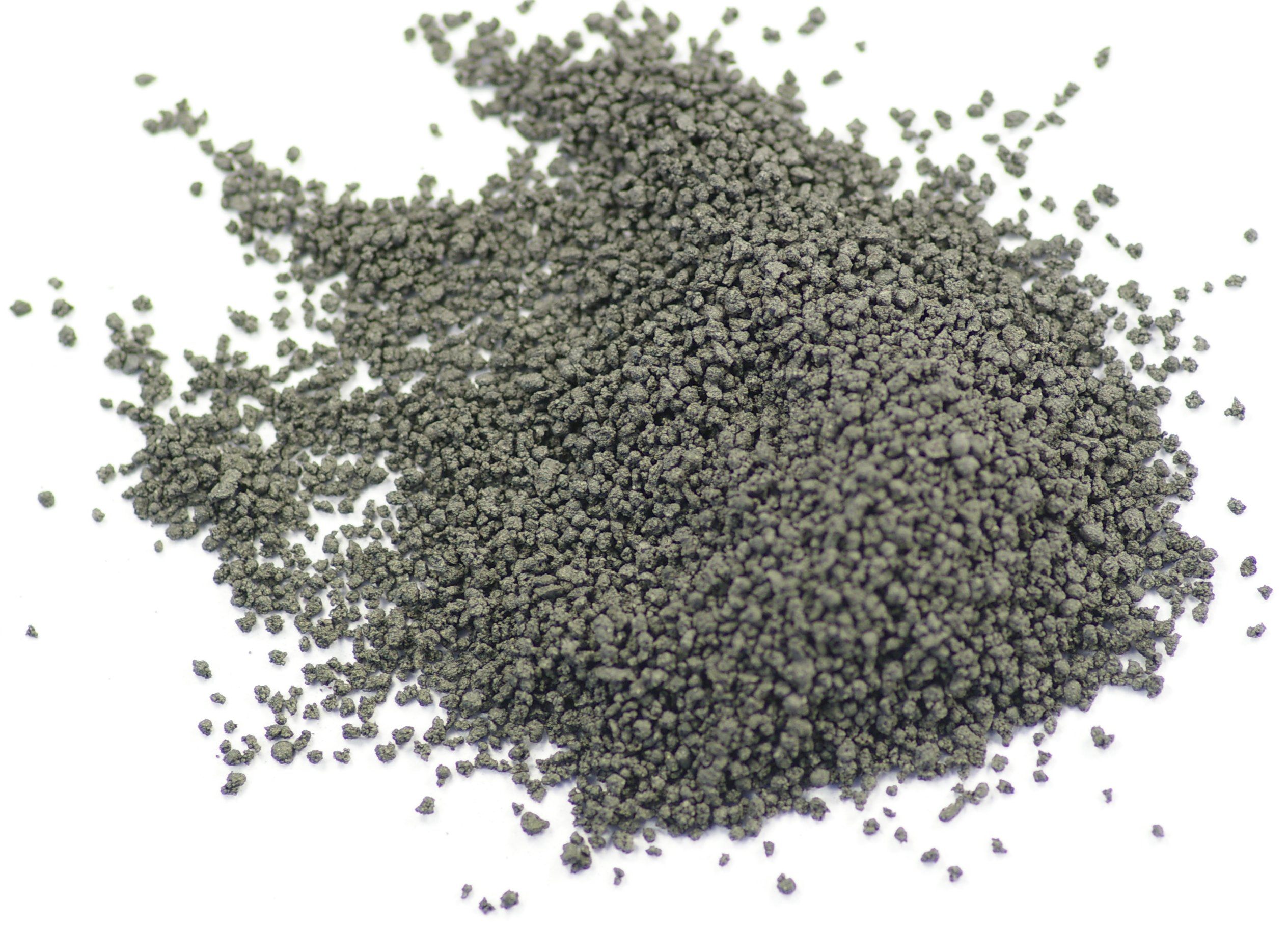
Egy adag feketelőpor

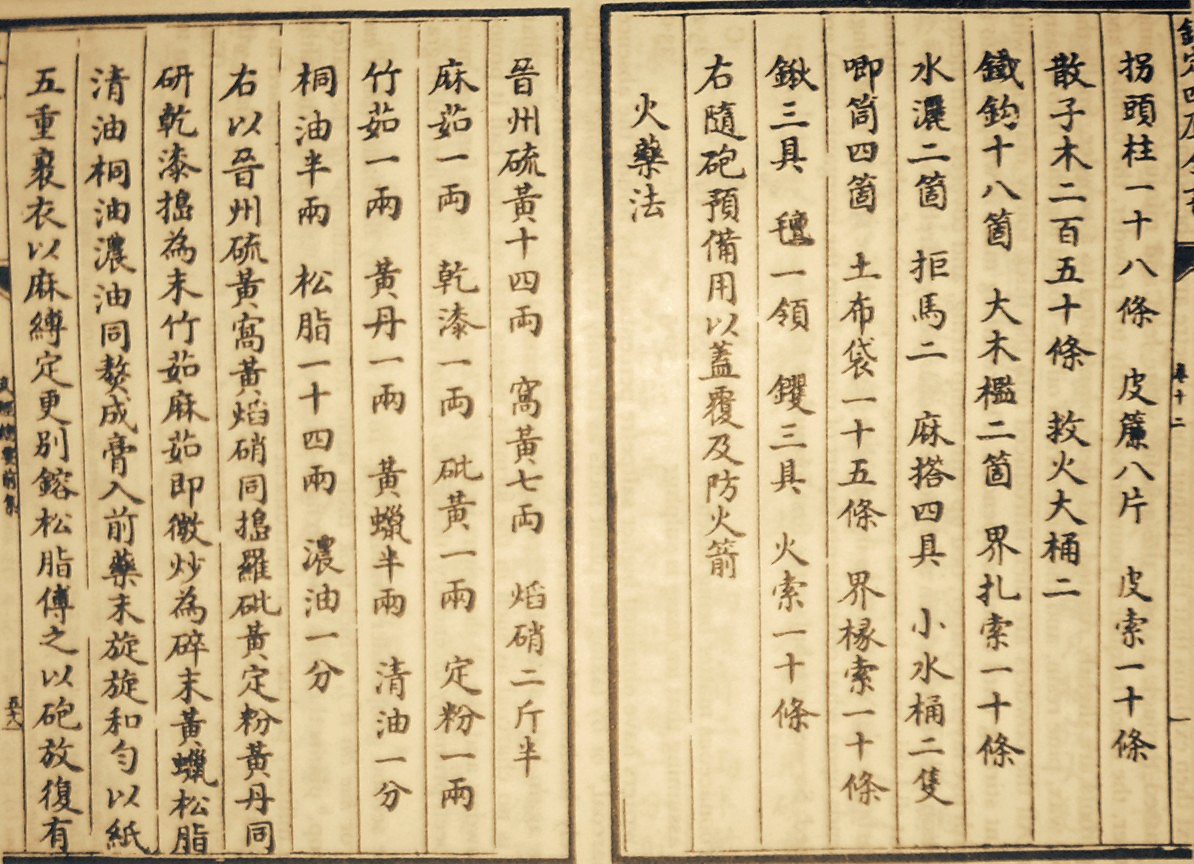
A lőpor legkorábbi kínai nyelvű leírása egy 1044-ből ismert katonai kéziratban

A lőpor (vagy puskapor) nagy gázkibocsájtással égő robbanószer. Meggyújtva égése olyan heves, hogy hirtelen igen nagy mennyiségű gáz (égéstermék) keletkezik. Mivel a gáznak sokkal nagyobb a térfogata, mint a szilárd halmazállapotú anyagé, a nagyobb térfogat elfoglalására irányult kiterjeszkedése következtében zárt térben igen nagy nyomást gyakorol a kiterjeszkedésének ellenálló tárgyakra, mint például a puska vagy ágyú csövére, vagy pl. a csövet elzáró lövedékre. Ez az erőhatás veti ki a csőből a lövedéket.
Alapvetően szerves és szervetlen lőport különböztetünk meg.
A szerves lőpor (más néven: füst nélküli lőpor) cellulóz-nitrát (NC) alapú, a szervetlen lőpor (más néven feketelőpor (egybeírandó!), régies nevén puskapor vagy füstös lőpor) pedig szilárd szervetlen anyagok keveréke. A feketelőpor alkotórészei: faszén, salétrom és kén. A kén okozza a szén gyors elégését, melyhez a szükséges oxigént a salétrom szolgáltatja. A szén elégése által keletkezett szén-dioxid mintegy ezerszer nagyobb térfogatú, mint a lőpor, és e térfogattá való kiterjeszkedésével löki ki nagy erővel a lövedéket a csőből. A feketelőpor névleges égési sebessége 400 m/s, míg a szerves lőporoké 800 m/s.

## Leírása

### A feketelőpor alkotórészei
A feketelőpor elméletileg kiszámított optimális összetétele 73,9% kálium-nitrát (salétrom), 14,6% szén és 11,5% kén, de a rendeltetésétől függően a keverési arányok ettől eltérhetnek. A pirotechnikában használatos feketelőpor standard összetétele: 74% kálium-nitrát, 15% szén (elsősorban puhafából nyert), 11% kén. A feketelőport alkotó anyagokat a keverés előtt igen kis szemű porrá törik, hogy a különböző anyagok lehetőleg jól elkeveredjenek. A porrá törésre ezelőtt zúzómalmokat, vagy zúzó-kalapácsműveket használtak. A puskák számára apróbb szemű, tehát gyorsabban elégő, az ágyúk számára pedig nagyobb szemű (szemcsés), azaz lassabban elégő lőport gyártanak. A feketelőpor különböző keverési arányainak megfelelően, 270–320 °C-nál gyullad meg.

### A feketelőpor története

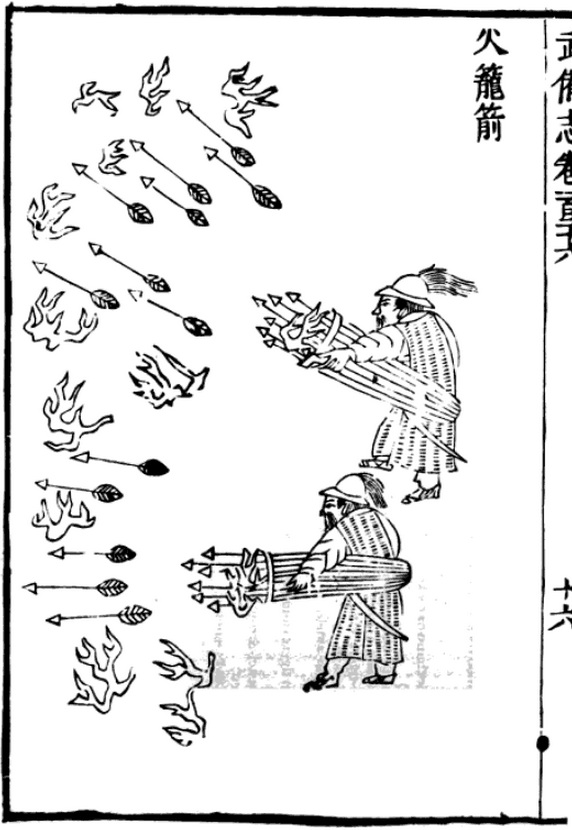
Tüzes nyilakat kivető petárda. Illusztráció egy XI. századi kínai könyvben

A feketelőport Kínában az alkimisták találták fel az örök életet adó elixír kutatásakor, de annak időpontja ma is vitatott. Az alkimisták már az I. századtól használták salétrom és kén keverékét különféle „gyógyszerekben”, és 492-ből származó írás megemlíti a salétrom lángfestő hatását, ezért egyes feltételezések szerint már az V–VI. században ismerhették a kínaiak a feketelőport. Az első írásos feljegyzések azonban az i. sz. 9. század közepéről származnak a feketelőporról. Annak ellenére, hogy kínai katonai írások már a XI. században említést tesznek különféle gyújtó- és füstbombákról a feketelőpor kapcsán, a feketelőport a kínaiak eleinte szinte csak rakéták illetve tűzijáték készítésére használták.
”…  csekély mennyiség elegendő ebből az anyagból arra, hogy nagy világosságot árasszon szét: borzasztó robbanás kíséretében gyullad föl, elpusztíthat várost és egész sereget.”

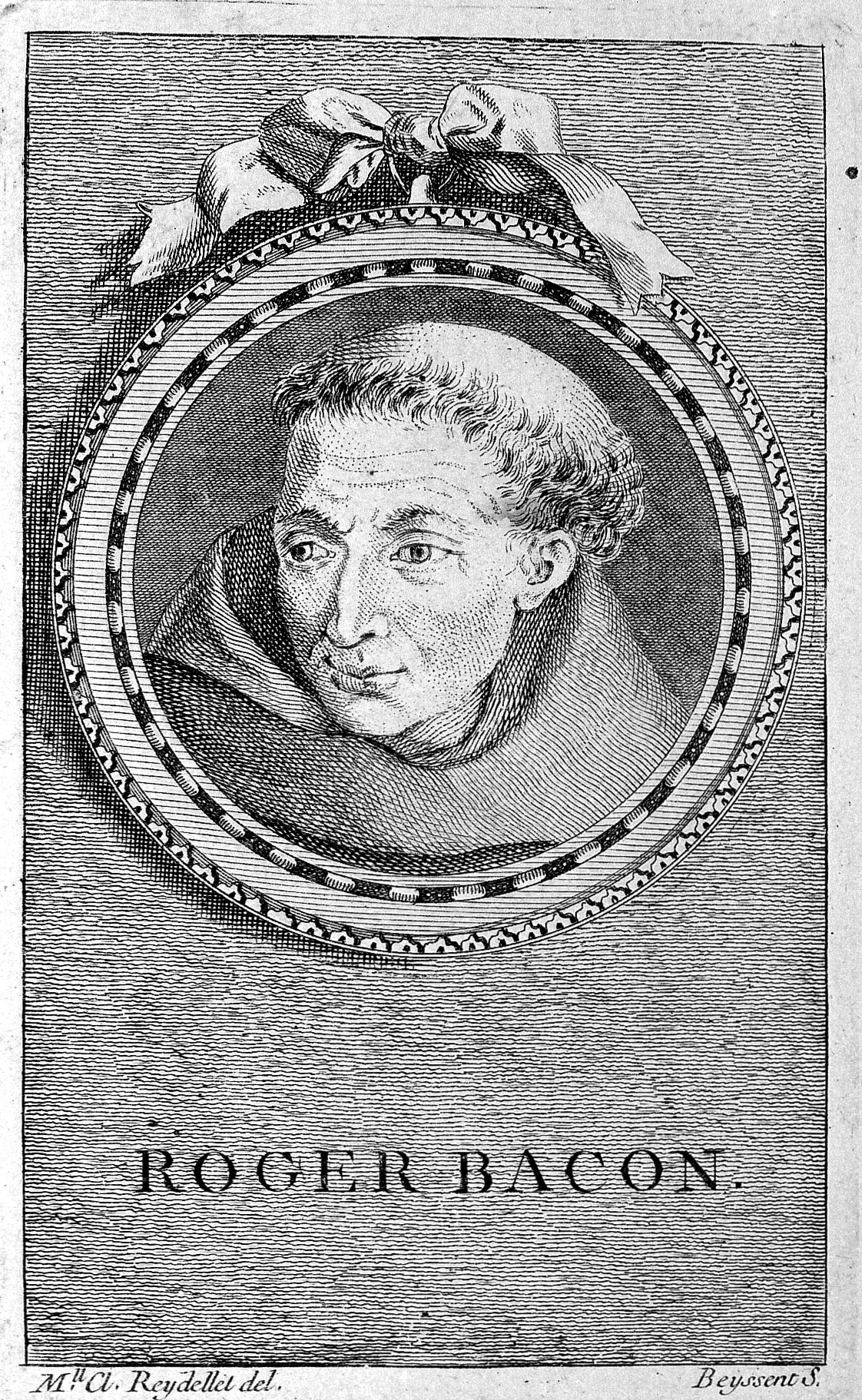
Roger Bacon

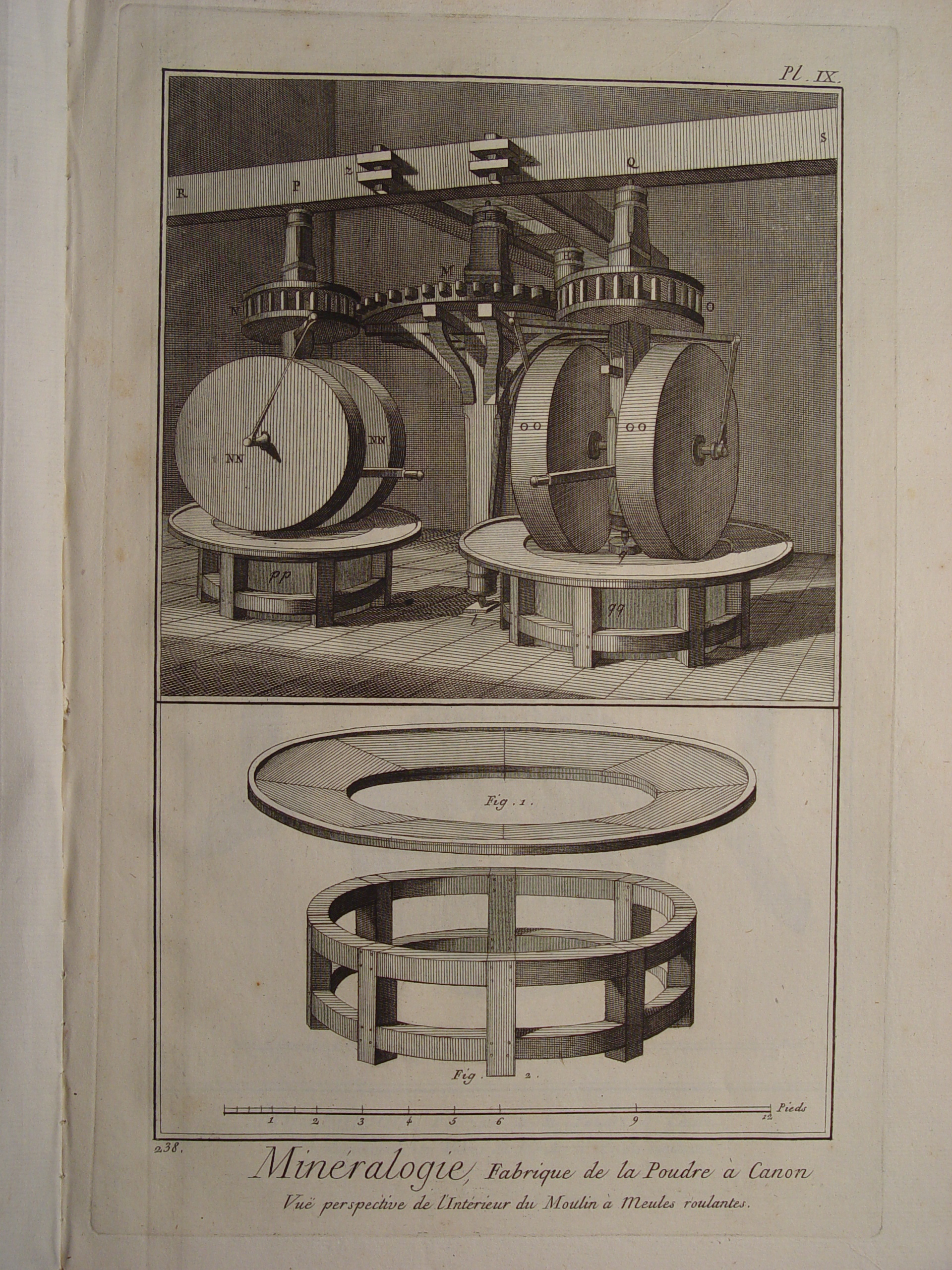
Lőpormalom (1770)

A feketelőport elsőként az Oszmán Birodalom hadserege rendszeresítette szervezett módon a 14. század elején.
Franciaországban (Bordeaux-ban) már 1326-ban gyártottak feketelőport. Németországban (Augsburgban) 1340-ben állították fel az első lőporgyárat.
Európai hadszíntéren tűzfegyverben az angolok alkalmazták először 1346. augusztus 26-án a crécyi csata során. A lőporos ágyúk robbanásai és az ugyancsak először alkalmazott nyílzápor a franciák katasztrofális vereségét okozták a végét jelezve az addig megszokott lovagias harcrendnek. Európa a következő 200–300 éven belül tulajdonképpen a feketelőpor segítségével tett szert világhatalomra.
Érdekes technikatörténeti tény, hogy a feketelőport a világon először hazánkban használták a bányászatban „jövesztésre”, azaz a kövek leválasztására, Weindl Gáspár meghonosodott tiroli bányamester révén 1627. február 8-án, a selmecbányai Felsőbiber aknában. Módszerét később egész Európában átvették.
Az Erdélyi Fejedelemségben számos város saját kiváltságjogai közé tartozott a puskapor gyártása, amit portörő malmokban állítottak elő. Ezek kisméretű vízimalmok voltak, és általában a városok malomárkai menték épültek. A lőpor előállításával foglalkozó személyt egyszerűen csak portörőnek hívták, és átlagban lőporban fizette a városok által birtokolt malmok bérleti díját. Kolozsváron 1592 és 1660 között 30 olyan számadás maradt fent a városi számadáskönyvekben, amelyek részletesen leírják az adott évben gyártott por mennyiségét, ennek felhasználási módját, nem utolsósorban pedig a város tornyaiban és bástyáiban tárolt lőpor mennyiségének leltárát, amelyet a perceptoroknak nevezett személyek végeztek minden év decemberében. A korszakban a lőpor gyártása és tárolása sem volt biztonságos, a számadások leírásai alapján a portörő malom is több alkalommal felrobbant a fent említett időszakban, villámcsapások és tűzesetek következtében pedig a város tornyai is komolyan károsodtak a bennük tárolt lőpor miatt. Mindezt megelőzendően, amíg a 17. század első felében általában csak a városházán és néhány toronyban tárolták a puskaport, addig az évszázad közepére már majdnem mindegyik toronyba került egy kisebb mennyiségű lőpor. Sajnos utóbbi megoldás is magában hordozott egy komoly veszélyforrást, ami az 1655-ös, nagy tűzvészkor mutatkozott meg. Ugyanis a város 18 tornyából és bástyájából csupán hat maradt sértetlen a pusztítás során, és az újjáépítési munkálatok több évet is igénybe vettek: a források tanulsága alapján még 1658-ban sem tudták befejezeni a várfalak és tornyok teljes helyreállítását a kolozsváriak. Kis érdekességként megjegyzendő, hogy a lőpor tárolására használt hordókat tonnáknak nevezték, ez azonban nem a por mennyiségére, hanem a hordótípusra vonatkozott. A lőport magát korabeli kolozsvári fontban és mázsában mérték.
A napóleoni háborúk idején már komoly gondot jelentett a hadvezéreknek figyelemmel követni egy-egy csatát, ütközetet a feketelőpor nagy füstjében. A nitro-cellulóz-alapú lőgyapot 1846-os feltalálása fordulópont volt, de annak mind gyártása, mind alkalmazása veszélyesebb volt, mint a feketelőporé. Alfred Bernhard Nobel svéd kémikus 1864-ben szabadalmaztatta eljárását a nitroglicerin gyártására, aminek lényege az volt, hogy 10% nitroglicerint adott a feketelőporhoz, ezzel közel megkétszerezte annak hatásfokát. Kísérletezései közben, hogy a robbanószert biztonságossá és stabillá tegye felfedezte a dinamitot. Arra a megállapításra jutott, hogy 75% nitroglicerin, 0,5% szóda és 24,5% kovaföld keveréke kellően stabil, hogy az előállítás közbeni spontán robbanásokat elkerülje. 1884-ben sikerült először a lőgyapotnál biztonságosabb anyagot találni, amit füst nélküli lőporként 1886-ban mutattak be. Feketelőport (puskaport) a mai fegyverekben, lőszerekben már egyáltalán nem alkalmaznak a hagyományőrző (replika) fegyverek kivételével.
A feketelőpor manapság a pirotechnikai ipar egyik legfontosabb alapanyaga, néhány termék esetében maga a késztermék csak feketelőport tartalmaz.

### Összetétele
- Feketelőpor: KNO3 (kálisalétrom, kálium-nitrát), C (szén, általában faszén), S (kén), 75/15/10 m/m%
- Szerves lőpor: cellulóz-nitrát, lőgyapot